# 海野泰男
海野 泰男（うんの やすお、1938年（昭和13年） - ）は、日本の国文学者。専門は中古文学、美術史（西洋絵画）。常葉学園大学第5代学長・名誉教授・名誉学長。文学修士。

## 人物・略歴
1938年（昭和13年）、静岡県出身。1957年（昭和32年）、静岡県立静岡高等学校卒業。1963年（昭和38年）、東京大学文学部国語国文学科卒業。1967年（昭和42年）、同大学院人文科学研究科修士課程（国文学）修了。麻布高校教諭等を経て、1984年（昭和59年）、常葉学園大学教授。2002年（平成14年）、同大学長。常葉学園大学名誉教授、名誉学長。

## 著書
- 『今鏡全釈』上・下、福武書店 1982.3-1983.7
- 『大鏡 日本の文学 古典編』上・下、ほるぷ出版 1986　校注・訳
- 『今鏡全釈』 パルトス社 1996.11
- 『ミラノの雷 : エッセイ集』 文藝春秋企画出版部 2010.7
- 『文豪と京の「庭」「桜」』 集英社新書 2015.1
- 『授乳の聖母/セザンヌ夫人の不きげん』 文藝春秋企画出版部 2018.6
- 『エッセイ集 夕暮れの風景』 静岡新聞社 2020.1
- 『王朝の人びと　歴史物語「大鏡」「今鏡」の世界』文藝春秋企画出版部 2025